# Kunishige Kamamoto
Kunishige Kamamoto (jap. 釜本邦茂 Kamamoto Kunishige; ur. 15 kwietnia 1944 w Kioto, zm. 10 sierpnia 2025 w Prefekturze Osaka) – japoński piłkarz, który występował na pozycji napastnika.
W latach 1964–1977 reprezentant Japonii, z którą zdobył brązowy medal na igrzyskach olimpijskich w 1968. Jest najlepszym strzelcem w historii zespołu narodowego (75 bramek).
Po zakończeniu kariery piłkarskiej został trenerem, a następnie działaczem piłkarskim (w latach wiceprezes 1998–2008 Japońskiego Związku Piłki Nożnej). W latach 1995–2001 deputowany do Izby Radców.

## Statystyki
| Reprezentacja Japonii | Reprezentacja Japonii | Reprezentacja Japonii |
| Rok                   | Mecze                 | Gole                  |
| --------------------- | --------------------- | --------------------- |
| 1964                  | 2                     | 1                     |
| 1965                  | 3                     | 3                     |
| 1966                  | 7                     | 6                     |
| 1967                  | 5                     | 11                    |
| 1968                  | 4                     | 7                     |
| 1969                  | 0                     | 0                     |
| 1970                  | 6                     | 3                     |
| 1971                  | 6                     | 8                     |
| 1972                  | 8                     | 15                    |
| 1973                  | 3                     | 2                     |
| 1974                  | 5                     | 5                     |
| 1975                  | 7                     | 5                     |
| 1976                  | 16                    | 9                     |
| 1977                  | 4                     | 0                     |
| Razem                 | 76                    | 75                    |

## Sukcesy

### Yanmar Diesel
- Mistrzostwo Japonii: 1971, 1974, 1975, 1980
- Puchar Cesarza: 1968, 1970, 1974

### Reprezentacyjne
- Brązowy medalista  igrzysk olimpijskich: 1968

### Indywidualne
- Król strzelców igrzysk Ooimpijskich: 1968 (7 goli)
- Król strzelców J1 League – 1968 (14 goli), 1970 (16 goli), 1971 (11 goli), 1974 (21 goli), 1975 (17 goli), 1976 (15 goli)